# Reise Motorrad
Reise Motorrad – ride on! ist eine deutsche Motorradzeitschrift, die 1990 vom Lixi Laufer und Franz Josef Schermer im MO Verlag gegründet wurde.

## Geschichte
Im Jahr 1993 wechselte die Zeitschrift zur neugegründeten Lila Publishing Verlags GmbH von Lixi Laufer. Seit 2009 ist das Magazin im Besitz des Mannheimer Huber Verlag. Die vertriebliche Betreuung von „Reise Motorrad - Ride on“ liegt seitdem bei der VU Verlagsunion KG in Walluf. Reise Motorrad erscheint sechs Mal im Jahr mit einer durchschnittlichen Druckauflage von 50.000 Exemplaren pro Ausgabe und erreicht etwa 70.000 Leser pro Ausgabe.
Das Magazin berichtet über tourentaugliche Motorräder, Hotels, Bekleidung, Veranstaltungen, Zubehör, Touren und motorradfreundliche Reise- und Urlaubsziele. Es führt Praxistests durch und veröffentlicht bebilderte Reisereportagen mit Hintergrundinformationen. Der Fokus liegt hierbei auf Deutschland und dem näheren Ausland. Fernreisespezials ergänzen das Spektrum.

## Sonderband
Reise Motorrad veröffentlicht einmal im Jahr den Sonderband Reise Veranstalter weltweit mit Informationen über Veranstalter, Hotels, Händler und Werkstätten für die kommende Motorradreise-Saison.